# OTI 1990
Il diciannovesimo Festival della canzone iberoamericana si tenne a Las Vegas, negli Stati Uniti d'America il 1º dicembre 1990 e fu vinto da Carlos Cuevas che rappresentava il Messico.

## Classifica
| Paese                                          | Artista                      | Canzone                 | Posizione |
| Messico                                        | Carlos Cuevas                | Un bolero               | 1         |
| Nicaragua                                      | Katia Cardenal               | Dame tu corazón         | 2         |
| Spagna                                         | Paco Ortega e Isabel Montero | Duermete mi amor        | 3         |
| Honduras                                       | Patricia Ramirez             | Que fácil es            |           |
| Cile                                           | Osvaldo Díaz                 | Si no te tuviera a ti   |           |
| Colombia                                       | Daniel Abadía                | Mas que a mi madre      |           |
| Stati Uniti                                    | Daniel Recalde               | Tu amor es mi adicción  |           |
| Costa Rica                                     | Alejandro Ulate              | Promesa de amor         |           |
| Porto Rico                                     | Ivonne Briel                 | La mujer que sueño ser  |           |
| Portogallo                                     | Dora                         | Quiero despertar        |           |
| El Salvador                                    | Walter Artiga                | Todavía el amor perdona |           |
| Venezuela                                      | Lilibeth Rodríguez           | Sé mujer                |           |
| Uruguay                                        | Mario Echeverría             | Sin Promesas            |           |
| Perù                                           | Rocky Belmonte               | Viajero                 |           |
| Paraguay                                       | Rolando Percy                | Hacerme soñar la paz    |           |
| Antille Olandesi                               | Margaret Mardenborough       | Mujeres                 |           |
| Ecuador                                        | Patricio Lopez               | Por amor al arte        |           |
| Panama                                         | Vielka Plummer               | Dos amigas              |           |
| Rep. Dominicana                                | Vicyana                      | Yo                      |           |
| Guatemala                                      | Annaby                       | Es por demás            |           |
| Argentina                                      | Trio San Javier              | Quedate chiquilin       |           |
| Luogo: Caesars Palace - Las Vegas, Stati Uniti |                              |                         |           |